# Campionati svedesi di sci alpino 2018
I Campionati svedesi di sci alpino 2018 si sono svolti a Åre e Tärnaby dal 24 marzo all'8 aprile. Il programma ha incluso gare di discesa libera, supergigante, slalom gigante, slalom speciale e combinata, tutte sia maschili sia femminili.
Trattandosi di competizioni valide anche ai fini del punteggio FIS, vi hanno partecipato anche sciatori di altre federazioni, senza che questo consentisse loro di concorrere al titolo nazionale svedese. 

## Risultati

### Uomini

#### Discesa libera
| Pos. | Atleta                   | Nazione   | Tempo   |
| ---- | ------------------------ | --------- | ------- |
| 1    | Stian Saugestad          | Norvegia  | 1:38,22 |
| 2    | Felix Monsén             | Svezia    | 1:39,43 |
| 3    | Christoffer Faarup       | Danimarca | 1:39,65 |
| 4    | Michał Kłusak            | Polonia   | 1:39,74 |
| 5    | Markus Nordgård Fossland | Norvegia  | 1:40,44 |
| 6    | Marko Vukićević          | Serbia    | 1:40,48 |
| 7    | Mikael Svensk            | Finlandia | 1:40,62 |
| 8    | Johan Hagberg            | Svezia    | 1:40,69 |
| 9    | Tobias Hedström          | Svezia    | 1:40,71 |
| 10   | Elliott Baralo           | Svezia    | 1:40,81 |

Data: 5 aprile 2018

Località: Åre

1ª manche:

Ore: 10.50

Pista: 

Partenza: 812 m s.l.m.

Arrivo: 396 m s.l.m.

Dislivello: 416 m

Tracciatore: 

2ª manche:

Ore: 

Pista: 

Partenza: 812 m s.l.m.

Arrivo: 396 m s.l.m.

Dislivello: 416 m

Tracciatore: 

#### Supergigante
| Pos. | Atleta                   | Nazione   | Tempo |
| ---- | ------------------------ | --------- | ----- |
| 1    | Felix Monsén             | Svezia    | 52,37 |
| 2    | Bjørnar Neteland         | Norvegia  | 52,60 |
| 3    | Stian Saugestad          | Norvegia  | 52,66 |
| 4    | Christoffer Faarup       | Danimarca | 52,72 |
| 5    | Mattias Rönngren         | Svezia    | 52,90 |
| 6    | Markus Nordgård Fossland | Norvegia  | 53,03 |
| 7    | Zack Monsén              | Svezia    | 53,51 |
| 8    | Patrick Haugen Veisten   | Norvegia  | 53,52 |
| 9    | Olle Sundin              | Svezia    | 53,61 |
| 10   | Filip Platter            | Svezia    | 53,67 |

Data: 7 aprile 2018

Località: Åre

Ore: 11.40

Pista: 

Partenza: 812 m s.l.m.

Arrivo: 396 m s.l.m.

Dislivello: 416 m

Tracciatore: Mitja Zupan

#### Slalom gigante
| Pos. | Atleta           | Nazione   | Tempo   |
| ---- | ---------------- | --------- | ------- |
| 1    | Mattias Rönngren | Svezia    | 2:16,34 |
| 2    | Arttu Niemelä    | Finlandia | 2:16,38 |
| 3    | Emil Johansson   | Svezia    | 2:16,74 |
| 4    | Gustav Lundbäck  | Svezia    | 2:17,21 |
| 5    | Eemeli Pirinen   | Finlandia | 2:17,40 |
| 6    | Samu Torsti      | Finlandia | 2:17,57 |
| 7    | Tobias Hedström  | Svezia    | 2:17,85 |
| 8    | Philip Lönnberg  | Svezia    | 2:18,45 |
| 9    | Dan-Axel Grahn   | Svezia    | 2:18,54 |
| 10   | Felix Monsén     | Svezia    | 2:18,67 |

Data: 24 marzo 2018

Località: Tärnaby

1ª manche:

Ore: 12.30

Pista: 

Partenza: 778 m s.l.m.

Arrivo: 445 m s.l.m.

Dislivello: 333 m

Tracciatore: Niklas Rainer

2ª manche:

Ore: 14.25

Pista: 

Partenza: 778 m s.l.m.

Arrivo: 445 m s.l.m.

Dislivello: 333 m

Tracciatore: Anders Nilsson

#### Slalom speciale
| Pos. | Atleta              | Nazione | Tempo   |
| ---- | ------------------- | ------- | ------- |
| 1    | André Myhrer        | Svezia  | 1:42,52 |
| 2    | Filip Vennerström   | Svezia  | 1:44,06 |
| 3    | Emil Johansson      | Svezia  | 1:44,09 |
| 4    | Mattias Rönngren    | Svezia  | 1:44,34 |
| 5    | Jesper Brändholm    | Svezia  | 1:44,92 |
| 6    | Dan-Axel Grahn      | Svezia  | 1:44,95 |
| 7    | David Grape Larsson | Svezia  | 1:45,89 |
| 8    | Alfred Olsson       | Svezia  | 1:46,42 |
| 9    | Zack Monsén         | Svezia  | 1:48,41 |
| 10   | Alexander Sehlberg  | Svezia  | 1:49,78 |

Data: 26 marzo 2018

Località: Tärnaby

1ª manche:

Ore: 9.30

Pista: 

Partenza: 671 m s.l.m.

Arrivo: 499 m s.l.m.

Dislivello: 172 m

Tracciatore: Anton Salminen

2ª manche:

Ore: 12.40

Pista: 

Partenza: 671 m s.l.m.

Arrivo: 499 m s.l.m.

Dislivello: 172 m

Tracciatore: M. Brodin

#### Combinata
| Pos. | Atleta                 | Nazione  | Tempo   |
| ---- | ---------------------- | -------- | ------- |
| 1    | Bjørnar Neteland       | Norvegia | 1:35,49 |
| 2    | Filip Vennerström      | Svezia   | 1:36,30 |
| 3    | Jesper Brändholm       | Svezia   | 1:36,57 |
| 4    | Patrick Haugen Veisten | Norvegia | 1:36,71 |
| 5    | Mattias Rönngren       | Svezia   | 1:36,89 |
| 6    | Stian Saugestad        | Norvegia | 1:37,18 |
| 7    | Philip Lönnberg        | Svezia   | 1:37,30 |
| 8    | Gustav Lundbäck        | Svezia   | 1:37,34 |
| 9    | Lukas Karlberg         | Svezia   | 1:38,44 |
| 10   | Zack Monsén            | Svezia   | 1:38,47 |

Data: 7 aprile 2018

Località: Åre

1ª manche:

Ore: 10.15

Pista: 

Partenza: 812 m s.l.m.

Arrivo: 396 m s.l.m.

Dislivello: 416 m

Tracciatore: Ulf Emilsson

2ª manche:

Ore: 

Pista: 

Partenza: 

Arrivo: 

Dislivello: 

Tracciatore: Anders Andersson

### Donne

#### Discesa libera
| Pos. | Atleta                 | Nazione  | Tempo   |
| ---- | ---------------------- | -------- | ------- |
| 1    | Lisa Hörnblad          | Svezia   | 1:42,42 |
| 2    | Lin Ivarsson           | Svezia   | 1:43,55 |
| 3    | Ida Dannewitz          | Svezia   | 1:43,94 |
| 4    | Karolin Edfalk         | Svezia   | 1:43,99 |
| 5    | Jennifer Finn          | Svezia   | 1:44,17 |
| 6    | Helena Hørte Søfteland | Norvegia | 1:44,63 |
| 7    | Lisa Tengbom           | Svezia   | 1:44,71 |
| 8    | Fanny Axelsson         | Svezia   | 1:45,11 |
| 9    | Cemine Starrost        | Svezia   | 1:46,08 |
| 10   | Nadja Gunnarstedt      | Svezia   | 1:46,69 |

Data: 5 aprile 2018

Località: Åre

1ª manche:

Ore: 10.30

Pista: 

Partenza: 812 m s.l.m.

Arrivo: 396 m s.l.m.

Dislivello: 416 m

Tracciatore: 

2ª manche:

Ore: 

Pista: 

Partenza: 812 m s.l.m.

Arrivo: 396 m s.l.m.

Dislivello: 416 m

Tracciatore: 

#### Supergigante
| Pos. | Atleta              | Nazione | Tempo |
| ---- | ------------------- | ------- | ----- |
| 1    | Lisa Hörnblad       | Svezia  | 55,67 |
| 2    | Lin Ivarsson        | Svezia  | 55,78 |
| 3    | Rebecca Gunnarstedt | Svezia  | 56,10 |
| 4    | Jonna Luthman       | Svezia  | 56,18 |
| 5    | Jennifer Finn       | Svezia  | 56,80 |
| 6    | Lisa Tengbom        | Svezia  | 57,14 |
| 7    | Tyra Löthman        | Svezia  | 57,45 |
| 8    | Ella Bromée         | Svezia  | 57,47 |
| 9    | Nadja Gunnarstedt   | Svezia  | 57,72 |
| 10   | Emelie Selinder     | Svezia  | 58,57 |

Data: 7 aprile 2018

Località: Åre

Ore: 11.00

Pista: 

Partenza: 812 m s.l.m.

Arrivo: 396 m s.l.m.

Dislivello: 416 m

Tracciatore: Mitja Zupan

#### Slalom gigante
| Pos. | Atleta               | Nazione | Tempo   |
| ---- | -------------------- | ------- | ------- |
| 1    | Magdalena Fjällström | Svezia  | 2:14,09 |
| 2    | Sara Hector          | Svezia  | 2:15,48 |
| 3    | Lisa Hörnblad        | Svezia  | 2:15,97 |
| 4    | Anna Swenn Larsson   | Svezia  | 2:16,13 |
| 5    | Hilma Lövblom        | Svezia  | 2:16,46 |
| 6    | Sara Rask            | Svezia  | 2:17,02 |
| 7    | Lisa Blomqvist       | Svezia  | 2:17,25 |
| 8    | Michelle Kervén      | Svezia  | 2:17,99 |
| 9    | Jonna Luthman        | Svezia  | 2:18,59 |
| 10   | Emelie Henning       | Svezia  | 2:18,69 |

Data: 24 marzo 2018

Località: Tärnaby

1ª manche:

Ore: 9.45

Pista: 

Partenza: 778 m s.l.m.

Arrivo: 445 m s.l.m.

Dislivello: 333 m

Tracciatore: P. Fjällström

2ª manche:

Ore: 11.45

Pista: 

Partenza: 778 m s.l.m.

Arrivo: 445 m s.l.m.

Dislivello: 333 m

Tracciatore: P. Jonsson

#### Slalom speciale
| Pos. | Atleta                  | Nazione | Tempo   |
| ---- | ----------------------- | ------- | ------- |
| 1    | Frida Hansdotter        | Svezia  | 1:42,22 |
| 2    | Anna Swenn Larsson      | Svezia  | 1:43,94 |
| 3    | Charlotta Säfvenberg    | Svezia  | 1:45,89 |
| 4    | Magdalena Fjällström    | Svezia  | 1:48,36 |
| 5    | Lisa Olsson             | Svezia  | 1:50,53 |
| 6    | Siri Browaldh           | Svezia  | 1:51,82 |
| 7    | Amanda Stenberg         | Svezia  | 1:54,83 |
| 8    | Hanna Larsson Nathhorst | Svezia  | 1:56,01 |
| 9    | Elin Saks               | Svezia  | 1:59,01 |
| 10   | Alice Larsson           | Svezia  | 1:59,64 |

Data: 26 marzo 2018

Località: Tärnaby

1ª manche:

Ore: 8.10

Pista: 

Partenza: 671 m s.l.m.

Arrivo: 499 m s.l.m.

Dislivello: 172 m

Tracciatore: Matias Eriksson

2ª manche:

Ore: 11.40

Pista: 

Partenza: 671 m s.l.m.

Arrivo: 499 m s.l.m.

Dislivello: 172 m

Tracciatore: Petter Robertsson

#### Combinata
| Pos. | Atleta                 | Nazione  | Tempo   |
| ---- | ---------------------- | -------- | ------- |
| 1    | Lisa Hörnblad          | Svezia   | 1:38,48 |
| 2    | Ida Dannewitz          | Svezia   | 1:38,65 |
| 3    | Anna Swenn Larsson     | Svezia   | 1:38,78 |
| 4    | Jonna Luthman          | Svezia   | 1:39,49 |
| 5    | Lin Ivarsson           | Svezia   | 1:40,98 |
| 6    | Fanny Axelsson         | Svezia   | 1:41,20 |
| 7    | Helena Hørte Søfteland | Norvegia | 1:41,37 |
| 8    | Hilma Lövblom          | Svezia   | 1:41,90 |
| 9    | Lisa Olsson            | Svezia   | 1:42,38 |
| 10   | Matilda Rönnberg       | Svezia   | 1:42,62 |

Data: 8 aprile 2018

Località: Åre

1ª manche:

Ore: 9.30

Pista: 

Partenza: 812 m s.l.m.

Arrivo: 396 m s.l.m.

Dislivello: 416 m

Tracciatore: Ulf Emilsson

2ª manche:

Ore: 

Pista: 

Partenza: 

Arrivo: 

Dislivello: 

Tracciatore: Helmut Grassl